# NGC 6125
NGC 6125 is een elliptisch sterrenstelsel in het sterrenbeeld Draak. Het hemelobject werd op 24 april 1789 ontdekt door de Britse astronoom William Herschel.

## Synoniemen
- ZWG 298.29
- NGC 6128
- 1ZW 142
- UGC 10345
- MCG 10-23-65
- PGC 57812